# Menotey
Menotey ist eine französische Gemeinde im Département Jura in der Region Bourgogne-Franche-Comté. Sie gehört zum Arrondissement Dole und zum Kanton Authume. Die Bewohner nennen sich Menoteyers.

## Geographie
Die Gemeinde grenzt im Norden an Frasne-les-Meulières, im Nordosten an Moissey, im Osten an Gredisans, im Süden an Jouhe, im Südwesten an Rainans und im Westen an Chevigny. Im Südosten besteht ein Berührungspunkt mit Archelange.

## Bevölkerungsentwicklung
| Jahr                       | 1962 | 1968 | 1975 | 1982 | 1990 | 1999 | 2008 | 2017 |
| -------------------------- | ---- | ---- | ---- | ---- | ---- | ---- | ---- | ---- |
| Einwohner                  | 229  | 210  | 217  | 189  | 202  | 235  | 278  | 306  |
| Quellen: Cassini und INSEE |      |      |      |      |      |      |      |      |